# 博尔加尔德泰拉松
博尔加尔德泰拉松（法語：Beauregard-de-Terrasson，法語發音：[boʁɡaʁ də tɛʁasɔ̃]，意为“泰拉松的博尔加尔”）是法国多尔多涅省的一个市镇，属于萨拉拉卡内达区。

## 地理
博尔加尔德泰拉松（45°8'54"N, 1°13'57"E）面积7.97 平方千米，位于法国新阿基坦大区多爾多涅省，该省份为法国西南部内陆省份，是法國本土面积第三大的省，大致对应佩里戈尔地区，北起顺时针与夏朗德省、上维埃纳省、科雷兹省、洛特省、洛特-加龙省、吉倫特省和滨海夏朗德省接壤。
与博尔加尔德泰拉松接壤的市镇（或旧市镇、城区）包括：维拉克、勒拉尔丹-圣拉扎尔、佩里尼亚克、屈布拉克、泰拉松-拉维勒迪约。

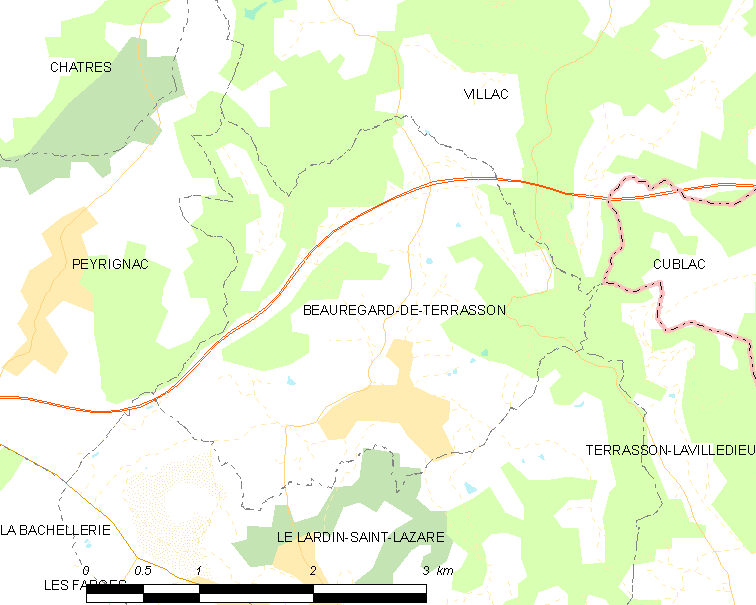
博尔加尔德泰拉松的OSM定位图

博尔加尔德泰拉松的时区为UTC+01:00、UTC+02:00（夏令时）。

## 行政
博尔加尔德泰拉松的邮政编码为24120，INSEE市镇编码为24030。

## 政治
博尔加尔德泰拉松所属的省级选区为上黑色佩里戈尔县。

## 人口

1962-2008年间博尔加尔德泰拉松人口变化图示

博尔加尔德泰拉松于2022年1月1日时的人口数量为706人。